# Сергеевка (городской округ Клин)
Сергеевка — деревня в Клинском районе Московской области, в составе Нудольского сельского поселения. Население — 6 чел. (2010). До 2006 года Сергеевка входила в состав Щекинского сельского округа.
Деревня расположена на юго-западе района, примерно в 22 км к юго-западу от райцентра Клин, на водоразделе рек Супрутка (левый приток Нудоли) и Здиргиш, высота центра над уровнем моря 203 м. Ближайшие населённые пункты — Грешнево на востоке, Екатериновка на северо-западе и Кузнецово на юге. У северной окраины деревни проходит региональная автодорога 46Н-03797 (шоссе 46К-0170 — Екатериновка).

## Население
| 2002 | 2006 | 2010 |
| ---- | ---- | ---- |
| 13   | ↘10  | ↘6   |